# Estação Sunderland
A Estação Sunderland é uma estação do Tyne and Wear Metro que serve a cidade de Sunderland, condado metropolitano de Tyne and Wear, nordeste da Inglaterra, atendendo Linha Verde (Green Line) do sistema. Foi inaugurada em 31 de Março de 2002, com a integração dos serviços ferroviários que já atuavam no mesmo prédio ao sistema de metrô, contando com a abertura de uma extensão total de 11 milhas (18 km) de linhas, que permitiram que o Tyne and Wear Metro fosse levado para Wearside, em um projeto que custou cerca de £100 milhões.
Ao norte, a pista é compartilhada com os serviços da National Rail até a Junção de Pelaw, que está situada 1,68 milhas (2,7 km) ao norte do subúrbio de Fellgate e 0,6 milhas (0,97 km) ao sul da Estação Pelaw. As estações existentes em Brockley Whins, East Boldon e Seaburn foram convertidas para uso pelo Tyne and Wear Metro, e não são mais servidas pela National Rail. Além disso, três novas estações foram construídas especificamente para o uso do metrô em Fellgate, Stadium of Light e St Peter's.
Em direção ao sul, os serviços vão para South Hylton ao longo do alinhamento da antiga linha Penshaw-Sunderland, que havia sido vítima do Beeching Axe, o plano criado para aumentar a eficiência do sistema ferroviário nacionalizado na Grã-Bretanha na década de 1960. Um total de cinco estações foram construídas em Park Lane Interchange, University, Millfield, Pallion e South Hylton.

## Serviços e Frequência

Mapa geograficamente preciso do Tyne and Wear Metro (Green Line e Yellow Line)

Desde abril de 2021, o Tyne and Wear Metro opera até cinco trens por hora durante a semana e aos sábados, e até quatro trens por hora durante a noite e aos domingo, entre South Hylton e Newcastle Airport.
Material rodante utilizado: Class 994 Metrocar
|  |  |  |

| Zona C |
| Zona B |

|  |  |  |

|  |  |  |

|  |  |  |

|  |  |  |

|  |  |  |

|  |  |  |

|  |  |  |  |  |

| Zona B |
| Zona A |

|  |  |

|  |  |  |  |

|  |  |  |  |

|  |  |  |  |

|  |  |  |  |

|  |  |  |  |

| via North Shields |
| St James          |

|  |  |  |  |

|  |  |  |

|  |  |  |  |

|  |  |  |  |

| Zona A |
| Zona B |

|  |  |  |  |

|  |  |  |  |

|  |  |

|  |  |  |  |  |

|  |  |  |

|  |  |  |

|  |  |  |

| Zona B |
| Zona C |

|  |  |  |

|  |  |  |

|  |  |  |

|  |  |  |

|  |  |  |

|  |  |  |

|  |  |  |

|  |  |  |

|  |  |  |

|  |  |  |

|  |  |

|  |

|  |

|  |

|  |

|  |

|  |

|  |  |  |

| Zona C |
| Zona B |

|  |  |  |

|  |  |  |

|  |  |  |

|  |  |  |

|  |  |  |

|  |  |  |

|  |  |  |  |  |

| Zona B |
| Zona A |

|  |  |

|  |  |  |  |

|  |  |  |  |

|  |  |  |  |

|  |  |  |  |

|  |  |  |  |

| via North Shields |
| St James          |

|  |  |  |  |

|  |  |  |

|  |  |  |  |

|  |  |  |  |

| Zona A |
| Zona B |

|  |  |  |  |

|  |  |  |  |

|  |  |

|  |  |  |  |  |

|  |  |  |

|  |  |  |

|  |  |  |

| Zona B |
| Zona C |

|  |  |  |

|  |  |  |

|  |  |  |

|  |  |  |

|  |  |  |

|  |  |  |

|  |  |  |

|  |  |  |

|  |  |  |

|  |  |  |

|  |  |

|  |

|  |

|  |

|  |

|  |

|  |